# Нижнє Городище (Брянська область)
Нижнє Городище (рос. Нижнее Городище) — селище у Брасовському районі Брянської області Росії. Входить до складу муніципального утворення Столбовське сільське поселення. Населення — 2 особи.
Розташоване за 2 км на південь від селища Летча.

## Історія
Виникло у 1920-ті роки. До 2005 року входило до складу Городищенської (2-ї) сільради.

## Населення
За найновішими даними, населення — 2 особи (2013).
У минулому чисельність мешканців була такою:
| Роки      | 1926 | 1979 | 1989 | 2002 | 2010 |
| --------- | ---- | ---- | ---- | ---- | ---- |
| Населення | 90   | 50   | 25   | 11   | 7    |